# Леоринца (Муреш)
Леоринца (рум. Leorința) насеље је у Румунији у округу Муреш у општини Гребенишу де Кампије. Oпштина се налази на надморској висини од 351 m.

## Становништво
Према подацима из 2002. године у насељу је живело 135 становника, од којих су сви румунске националности.